# Soudcovská unie České republiky
Soudcovská unie České republiky, z. s., je nepolitické profesní a stavovské sdružení soudců v České republice. Právní formou jde o spolek, byla založena v roce 1990 a má sídlo v Praze na Ovocném trhu. Členství v Unii je dobrovolné, přesto sdružuje okolo 50 % českých soudců.
Unie je v rámci Mezinárodní asociace soudců členem Evropské asociace soudců (EAJ/IAJ-UIM – European / International Association of Judges – l´Union Internationale des Magistrats) a sdružení MEDEL (Evropští soudci pro demokracii a svobodu – Magistrats Européens pour la Democratie et les Libertés). Účastní se aktivit financovaných z fondů PHARE a MATRA.

## Cíle a činnost unie
Hlavním cílem Soudcovské unie je pozvednutí soudnictví v České republice, proto prosazuje a chrání nezávislost soudců, podílí se na jejich profesionální přípravě, vystupuje na jejich ochranu a poskytuje médiím informace o stavu českého soudnictví, jeho příčinách a důsledcích. Také pořádá stáže, semináře a konference zabývající se soudcovskou nezávislostí, postavením soudců, správě a samosprávě soudnictví apod.
Základními finančními zdroji unie jsou zápisné a členské příspěvky, vedlejšími zdroji jsou výnosy z vlastní činnosti, dary, granty a subvence.

## Členství v unii
Řádným členem se může stát každý český soudce. Členové se rozlišují na:
- sekční členy v sekcích u jednotlivých soudů a
- individuální členy u soudů, kde doposud žádná sekce nepůsobí.

Přidruženými členy se mohou stát justiční čekatelé a asistenti soudců. Čestným členem se může stát osoba, která se mimořádně zasloužila o české soudnictví.

## Struktura a orgány unie
Nejen Unie sama má právní osobnost, ale mají ji i jednotlivé sekce, které jsou základními články Unie. Nesou označení „Sekce Soudcovské unie ČR“ s uvedením celého názvu toho kterého soudu, u kterého působí. Např. Sekce Soudcovské unie ČR Krajského soudu v Plzni. Každá sekce má svého předsedu, místopředsedu a má-li více než tři členy, tak i Radu. Jejím nejvyšším orgánem je ale Shromáždění sekce.
Na centrální úrovni působí tyto orgány:
- Shromáždění zástupců – nejvyšší orgán, který se skládá z delegátů sekcí a který rozhoduje zejména o všech základních otázkách Soudcovské unie, schvaluje a mění Stanovy Unie, volí a odvolává prezidenta SU ČR, další členy Republikové rady, členy Kontrolní komise a Soudu Unie, udílí čestné členství Unie a titul Čestný prezident.
- Prezident – zastupuje Unii navenek a jedná jejím jménem; zastupují ho První viceprezident a Viceprezident.
- Republiková rada – výkonný orgán, jehož členy jsou zástupci všech typů soudů.
- Výbor rady – je volen Rep. radou ze svých členů, přičemž jeho členem je vždy i prezident Unie; rozhoduje zejména o neodkladných záležitostech v obdobích mezi zasedáními Rep. rady.
- Kontrolní rada – nezávislý kontrolní orgán.
- Soud Unie – rozhoduje především o odvolání proti rozhodnutí o vyloučení člena a o tom, zda je chování člena Unie v konkrétní situaci v rozporu s Etickými zásadami chování soudce.
- Komise:
  - vzdělávací – přispívá k vytvoření koncepce celoživotního vzdělávání soudců, spolupracuje s Justiční akademií.
  - finanční – zajišťuje Soudcovské unii dlouhodobou finanční stabilitu.
  - legislativní – zpracovává legislativní návrhy a připomínky k již existujícím návrhům zákonů.
  - mezinárodní – navazuje a udržuje kontakty s jinými národními i mezinárodními organizacemi, které se zaobírají problematikou práva a soudnictví, specificky pak s orgány Rady Evropy i Evropské unie.
  - sociální – hlavním cílem bylo prosazení institutu emeritního soudce do českého právního řádu.

Všechny funkce v Unii jsou čestné a funkční období je zásadně tříleté.
Kromě toho má Unie svou Kancelář, která vykonává práce na úseku organizačním, hospodářském a finančním, vyřizuje správní agendu, zajišťuje její administrativní činnost, vede základní hospodářskou evidenci, vykonává pokladní službu, sleduje stav a způsob využívání majetku Soudcovské unie, apod.

### Prezidenti unie
Seznam prezidentů Unie:
1. JUDr. Pavel Šváb (1990–1991)
2. JUDr. Jan Vyklický (1991–1996)
3. JUDr. Zdeněk Novotný (1996)
4. JUDr. Libor Vávra (1996–2002)
5. JUDr. Jaromír Jirsa (2002–2008)
6. JUDr. Tomáš Lichovník (2008–2014)
7. Mgr. Daniela Zemanová (2014–2020)[3][4]
8. JUDr. Libor Vávra (od 2020)

Shromáždění zástupců může za účelem ocenění zásluh rozhodnout o udělení titulu „Čestný prezident“ soudci, který byl dříve prezidentem Unie. Ten má pak právo zúčastnit se jednání každého orgánu soudcovské unie a vystoupit zde s poradním hlasem. Čestnými prezidenty jsou JUDr. Jan Vyklický, JUDr. Libor Vávra , JUDr. Jaromír Jirsa  a JUDr. Tomáš Lichovník.